# Orsy
Orsy (deutsch Orschen) ist ein Ort in der polnischen Woiwodschaft Ermland-Masuren. Er gehört zur Landgemeinde Górowo Iławeckie (Landsberg) im Powiat Bartoszycki (Kreis Bartenstein), bis 1945 zum Kreis Preußisch Eylau in Ostpreußen.

## Geographische Lage
Orsy liegt drei Kilometer südlich der polnisch-russischen Staatsgrenze im Nordwesten der Woiwodschaft Ermland-Masuren, zwölf Kilometer südwestlich der ehemaligen und jetzt auf russischem Gebiet gelegenen Kreisstadt Preußisch Eylau (russisch Bagrationowsk) bzw. 24 Kilometer nordwestlich der heutigen Kreismetropole Bartoszyce (deutsch Bartenstein).

## Geschichte
Die Gründung des kleinen und seinerzeit Arsio genannten Dorfs erfolgte vor 1437. Nach 1437 hieß es Urschen, und um 1785 taucht der Name Orschen auf.
Als 1874 der Amtsbezirk Gallehnen (polnisch Gałajny) im ostpreußischen Kreis Preußisch Eylau, Regierungsbezirk Königsberg, gebildet wurde, wurde Orschen sowohl als  Landgemeinde als auch als Gutsbezirk eingegliedert. Die Landgemeinde Orschen zählte im Jahre 1910 129 Einwohner, der Gutsbezirk Orschen 60. Am 30. September 1928 wurde der Gutsbezirk in die Landgemeinde Orschen eingegliedert.
Am 14. Mai 1930 wurde Orschen in den benachbarten Amtsbezirk Eichen (polnisch Dęby) umgegliedert, und am 1. April 1938 erfolgte der Zusammenschluss der Orte Orschen sowie Klein Dexen und Wonditten (beide heute russisch Furmanowo) zum neuen Gutsbezirk Stablack (russisch Dolgorukowo), der ab dem 1. Januar 1939 zum neuen Amtsbezirk Stablack gehörte.
In Kriegsfolge wurde das gesamte südliche Ostpreußen an Polen, das gesamte nördliche Ostpreußen dagegen an die Sowjetunion abgetreten. Orschen gehörte zum Südteil und erhielt die polnische Namensform „Orsy“. Heute ist das Dorf eine Ortschaft innerhalb der Gmina Górowo Iławeckie (Landgemeinde Landsberg) im Powiat Bartoszycki (Kreis Bartenstein), von 1975 bis 1998 der Woiwodschaft Olsztyn, seither der Woiwodschaft Ermland-Masuren zugeordnet. 2022 waren in Orsy 32 Einwohner gemeldet.

## Religion
Mit seinen mehrheitlich evangelischen Einwohnern war Orschen bis 1945 in das Kirchspiel Klein Dexen (russisch Furmanowo) eingegliedert und kam 1938 zum neu gebildeten Kirchspiel Gartenstadt Stablack (russisch Dolgorukowo) in der Kirchenprovinz Ostpreußen der Kirche der Altpreußischen Union.
Heute lebt in Orsy eine überwiegend römisch-katholische Bevölkerung. Sie gehört zur Pfarrei in der Stadt Górowo Iławeckie (Landsberg) im Erzbistum Ermland.

## Verkehr
Orsy liegt an einer Nebenstraße, die von der Straße Górowo Iławeckie–Lelkowo in Półwiosek (Halbendorf) abzweigt und über Pareżki (Parösken) bis an die polnisch-russische Grenze beim früheren Ort Steinbruch (polnisch Biała Leśniczówka) verläuft. Eine Bahnanbindung besteht nicht.